# Parafia
Parafia (z łac. parochia, paroecia), probostwo – podstawowa jednostka organizacyjna Kościoła katolickiego i innych wyznań chrześcijańskich. Według koncepcji teologicznych to określona wspólnota wiernych. Zwierzchnikiem parafii jest proboszcz, któremu mogą pomagać inni księża wikariusze oraz kapelani czy rezydenci. Centralnym ośrodkiem życia parafii jest kościół parafialny (farny).

## Historia
Powstanie instytucji parafii wiąże się z rozprzestrzenieniem chrześcijaństwa na tereny wiejskie. Znaczenie i rolę parafii określił sobór laterański IV (1215). W średniowiecznej Polsce parafie obejmowały kilka lub kilkanaście wsi. Były one powiązane z własnością ziemską: właściciel, zazwyczaj świecki, utrzymywał patronat nad kościołami, co dawało mu prawo przedstawiania kandydata na plebanię (od XII w. proboszcza określano terminem „pleban”, z łac. plebanus). Wierni w parafiach byli zobowiązani do różnych świadczeń, jak dziesięcina czy świętopietrze. W parafiach powstawały czasem konfraternie wiernych, zajmujące się dobroczynnością, pokutą i modlitwą oraz zarządzaniem majątkiem parafii (tzw. warsztaty).
W średniowieczu parafie wypełniały wielorakie funkcje. W Polsce od XIII w. przy zamożniejszych parafiach zaczęły powstawać podstawowe szkoły parafialne, a w miastach także szpitale. W wielu krajach parafie były też traktowane jako najniższy szczebel administracji państwowej (w Polsce podział na parafie wyrugował wcześniejszy podział administracyjny na opola).
Szacuje się, że na początku XIII w. w dzisiejszych granicach Polski istniało ok. 1000 parafii. Trzysta lat później było ich niemal sześciokrotnie więcej, a ok. 1772 roku – 4700. Według pallotyńskiego Instytutu Statystyki Kościoła Katolickiego w połowie 2003 roku w Polsce istniało ok. 10 050 parafii katolickich (w tym parafie zakonne). W roku 2006 liczba parafii wzrosła – według spisu pod redakcją naukową ks. Witolda Zdaniewicza SAC, ks. Sławomira Zaręby i Roberta Stępisiewicza – do 10 162; w parafiach tych działa 29 490 kapłanów, w tym 5 674 zakonników.
Poza świętami obchodzonymi przez cały Kościół katolicki ważnym wydarzeniem w parafii jest uroczystość odpustowa obchodzona w dniu wspomnienia jej patrona, lub w najbliższą niedzielę po tym dniu. Liczba odpustów parafialnych nie jest stała. W niektórych parafiach jest tylko jedna taka uroczystość w ciągu roku, w innych zdarza się nawet kilka odpustów parafialnych. Uczestnictwo w tej uroczystości wiąże się z możliwością uzyskania odpustu zupełnego.
Jednym ze źródeł finansowania parafii są datki i darowizny przekazywane przez wiernych. Darowizny przekazywane na rachunek bankowy parafii można odliczyć od dochodu darczyńcy jako darowizny na cele kultu religijnego (na realizację obrzędów czy innych czynności religijnych).

## Parafia w świetle kodeksu prawa kanonicznego z 1983
Według kodeksu prawa kanonicznego tworzenie parafii należy do wyłącznej kompetencji biskupa diecezjalnego (kan. 515 § 2). Ten sam kodeks w kan. 518 wyróżnia parafie terytorialne – leżące na określonym terytorium i personalne, do których należy grupa wiernych określona według obrządku, języka, narodowości, albo w inny sposób.
Raz na 5 lat każda parafia powinna być zwizytowana przez biskupa diecezjalnego. Parafia powinna posiadać własną pieczęć oraz własny zbiór dokumentów (kan. 535).

## Inne znaczenia
- Parafia – gmina kościelna, stąd z czasem w niektórych państwach świata (np. Andora, Antigua i Barbuda, Niemcy, Wspólnota Dominiki) mianem parafii nazywane są także podstawowe jednostki podziału administracyjnego.
- Parafia (ang. parish) – w stanie Luizjana w Stanach Zjednoczonych – odpowiednik hrabstwa.
- Parafia, parafka – slangowe młodzieżowe określenie zamieszkiwanej dzielnicy lub osiedla w mieście.